# Sprevod na Kalvarijo (Bruegel)
Sprevod na Kalvarijo je slika olje na tabli nizozemskega renesančnega umetnika Pietera Bruegla, starejšega, motiv Kristusa, ki nosi križ v veliki krajini, naslikan leta 1564. Hranijo jo v Umetnostnozgodovinskem muzeju na Dunaju.

## Zgodovina in opis
To je druga največja Brueglova znana slika. Je ena od šestnajstih njegovih slik, ki so naštete v popisu bogatega zbiralca v Antwerpnu Niclaesa Jonghelincka, sestavljenem leta 1566. Jonghelinck je bil tisti, ki je pri Brueglu naročil Mesece in je morda naročil tudi to delo. Jonghelinckovi Bruegeli so v letu, ko je bil opravljen popis, prešli v posest mesta Antwerpen. Leta 1604 je bila zapisana v praških zbirkah Rudolfa II., svetega rimskega cesarja, nato premeščena na Dunaj in leta 1809 (do 1815) v Pariz, ko jo je Napoleon Bonaparte zasegel kot del svojega vojnega plena.
Za Bruegla je sestava nenavadno tradicionalna. Morda zato, ker je obravnaval tako slovesen verski dogodek, je sprejel dobro znano shemo, ki sta jo prej uporabljala Brunswick Monogrammist  in Brueglov sodobnik iz Antwerpena Pieter Aertsen. Kristusova nepomembnost med množicami je znan prikaz manierističnega slikanja (ponovi se v Pridigi Janeza Krstnika in Pavlovem spreobrnjenju), prav tako umetno umeščanje Marije in njenih spremljevalcev v skalnato ospredje, ki je namenoma distancirano od dramatičnih dogodkov, ki se dogajajo za njimi.

### Detajli
Brueglova obravnava krajine se v njegovi karieri razvija od ptičje perspektive in obsežnih krajin serije Velika krajina do izjemnega naturalizma Mesecev. Nemogoče izstopajoče kamnine, kot je ta na levi, označujejo krajinsko tradicijo antwerpenske šole, ki jo je ustanovil Joachim Patinir. Patinirjevi privrženci - zlasti Herri met de Bles, Matthysa Cocka (brata Brueglovega tiskanega založnika Hieronymous Cocka) in Cornelis Matsys - so svoj slog spremenili v priljubljeno, a zastarelo formulo. Zaporedje Brueglovih krajinskih risb in krajine na njegovih slikah kaže na postopno opuščanje te formule. V tem primeru pa njegova želja po posredovanju skalnatega, neznanega terena Svete dežele povzroči, da spet pade na pripravljene krajinske značilnosti antwerpenske šole.
V podrobnostih, kot je ta na desni, ima Brueglova slika živahnost, ki se zdi, da izhaja iz njegovega opazovanja sodobnega življenja  Javne usmrtitve so bile znana lastnost življenja 16. stoletja, zlasti v nemirni Flandriji. Tu Bruegel pokaže, da sta tatova, ki naj bi visela na obeh straneh Kristusa, pripeljala do kraja usmrtitve. Anahronistično je, da oba držita razpeli v rokah in se zadnjič izpovedujeta pokritim duhovnikom ob sebi. Tatovi, njihovi spovedniki in grozljivi gledalci, ki obkrožajo voz, so vsi v sodobno oblečeni. V Brueglovih dneh so bile javne usmrtitve dobro obiskane priložnosti, ki so imele učinek festivalov ali karnevalov. Tu Bruegel pokaže absolutno ravnodušnost množice do strahu in bede obsojenih mož. (Drugje na sliki prikazuje žeparje in preprodajalce, ki so na takih prireditvah plenili množice.) Omeniti velja, da Bruegel ne loči med tatovoma, ki naj bi ju Kristus blagoslovil.
Na gori Golgota (dobesedno 'kraj lobanj') sta postavljena dva križa, na katerih naj bi križali tatova in izkopana luknja za križ, ki bo nosil Kristusovo telo, kot je razvidno iz podrobnosti na levi. Gledalci peš in na konjih hitijo proti temu grozljivemu kraju skozi pokrajino, posejano z vislicami, na katerih še vedno visijo trupla in kolesa, na katere se še vedno držijo drobci blaga in ostanki zdrobljenih teles, ki jih krokarji niso pojedli.
Z izjemo Kristusa samega, osebe v procesiji nosijo sodobne obleke in ni dvoma, da je Bruegel mislil, da ima njegova predstavitev prizorišča posebno sklicevanje na njegov čas. Sveti liki - omedlela Devica, ki ji pomagata sveti Janez in drugi dve Mariji (le ena je prikazana tukaj v podrobnostih) - so ločeni od glavnih dogodkov, tako da jih je postavil na majhno skalnato planoto. Igrajo svojo, na videz neodvisno dramo, ki jo figure za njimi v glavnem ne opazijo. Devica in njeni spremljevalci so večji od ozadja in od njih izolirani.

## Filmska obdelava
Michael Francis Gibson je napisal umetnostnozgodovinsko knjigo Mlin in križ, ki je bila podlaga za film Mlin in križ iz leta 2011 v režiji Lecha Majewskega. Film postavlja v njihov zgodovinski kontekst v Flandriji 16. stoletja like na sliki in okoliščine nastanka slike. V filmu igrajo Rutger Hauer kot Bruegel, Michael York kot njegov pokrovitelj Niclaes Jonghelinck in Charlotte Rampling kot Devica Marija.

## Galerija detajlov
- Tri Marije in sv. Janez Krstnik
- Lobanja in ljudje
- Kristus pade pri nošnji križa
- Voz z dvema tatovoma
- Golgota
- Simon iz Kirene
- Drog in krokarji
- Dve figuri ob dnu droga
- Krajina